# Baicalobdella cottidarum
Baicalobdella cottidarum – gatunek pijawek z rzędu ryjkowych i rodziny Piscicolidae.
Gatunek ten opisany został w 1957 roku przez Walentina Dogiela. Przez W. M. Epsztejna potraktowany został jako synonim Trachelobdella torquata. Późniejsze badania, w tym cytogenetyczne, potwierdziły odrębność gatunków.
Pijawka o przerywanie białym siodełku i brązowej, niekiedy prawie czarnej urosomie, na której wierzchu mogą być obecne dwie rombokształtne plamki jasnej barwy. Od B. torquata różni się także mniejszymi ssawkami i wyraźnie rozwiniętymi papillami. Odmienny jest także kariotyp tych gatunków. U B. cottidarum 2n = 34, a chromosomy są mniejsze (maksymalnie 1,5–3 μm długości).
Gatunek endemiczny dla Bajkału. Zasiedla tam strefę przybrzeżną na głębokości od 0 do 180 m w południowej części jeziora. Jest pasożytem ryb z podrzędu głowaczowców. Spotykane są również osobniki wolno żyjące, przebywające na podłożu.